# Arrocha funk
O arrocha funk, conhecido também como funk arrochado, é um dos subgêneros do funk criado em 2015 pelo DJ carioca Rennan da Penha, ao unir o gênero com elementos do arrocha.
Por ser um gênero derivado do funk ousadia com influências da música nordestina, é erroneamente confundido com o brega funk, especialmente no final da década de 2010, quando o gênero pernambucano foi uma "febre" no país inteiro.

## História
O primeiro registro do gênero surgiu em 2015, a partir da parceria do DJ carioca Rennan da Penha e de MC Flavinho, "Arrocha da Penha". Em 2017, quando o estilo ganhou uma atenção na indústria musical, surgiram sucessos que adotavam explicitamente o gênero, como "Aquecimento das Potrancas", de MC WM com os MCs Jhowzinho & Kadinho, e "Corpo Sensual", de Pabllo Vittar e Mateus Carrilho. Assim o gênero ganhava forças.
Em 2018, o grupo MC Loma e as Gêmeas Lacração começou a fazer sucesso na internet lançando canções de arrocha funk, como "Meu Ritmo" (canção que logo ganhou um remix de brega funk pelo DJ Torricelli) e "Envolvimento", sucesso que alcançou a primeira posição na lista "As 50 virais do mundo" do Spotify. Essa última canção apresentava influências tanto do brega funk quanto do arrocha funk.
A partir desse momento, a girl band brasileira MC Loma e as Gêmeas Lacração e Nando DK se tornaram a única referência do gênero até o momento, até porque o estilo musical perdia foco pela expansão do brega funk. Porém, em 2019, DJ Guuga começou a fazer sucesso com faixas como "Helicóptero", "Os Penetras" e "Os 4 Caras Que a Bandida Se Amarra".
Em 2020, a faixa "Tudo OK", de Thiaguinho MT, Mila e JS o Mão de Ouro, ocupou o topo das paradas brasileiras por três dias. No mesmo ano, a cantora e drag queen Pabllo Vittar lançou a canção "Clima Quente".